# Ignacio de Arteaga e Idiáquez
 Ignacio de Arteaga e Idiáquez  (Estella; 2 de junio de 1748 - Madrid;  15 de julio de 1817), IV  marqués de Valmediano fue un aristócrata español que sirvió en la Real Casa. 

## Vida y familia
Era hijo de Joaquín José de Arteaga, IV  marqués de Valmediano y de Micaela de Idiáquez.  
A su padre, Señor de la Casa de Lazcano le había sido otorgada por Cédula de 3 de abril de 1780 la Grandeza de España de segunda clase y se había casado, en 1744 en Estella, con la hija del II  duque de Granada de Ega, ampliando considerablemente la proyección social de esta familia de nobles navarros. 
Ignacio de Arteaga acudió a Madrid y pronto entró en la Corte siendo elegido, con 25 años, como  Gentilhombre de la Real Cámara de  Carlos III. Contraerá, ese mismo año, matrimonio muy ventajoso con María Ana Palafox Rebolledo y Silva, hija del  marqués de Ariza, cuya familia se contaba entre las más cercanas a la Real familia. 
Miembro de la camarilla más cercana al Príncipe de Asturias le apoya en el Motín de Aranjuez. De modo inmediato, el ya Rey Fernando VII le designa su Sumiller de Corps en lugar de su cuñado, el     marqués de Ariza, que lo era de su padre, acompañándole a Bayona. 
Permanecerá con él en el exilio y prestando sus servicios en Francia. 
A su regreso a España, en 1814, pedirá ser relevado de su puesto alegando su delicada salud.